# ایزدبنو کوشچیلنه
ایزدبنو کوشچیلنه (به لهستانی:  Izdebno Kościelne) یک روستا در لهستان است که در گمینا گروجیسک مازوویتسکی واقع شده‌است.